# Katsuyuki Miyazawa
Katsuyuki Miyazawa (宮沢 克行 Miyazawa Katsuyuki?, nacido el 15 de septiembre de 1976 en Chiba) es un exfutbolista japonés. Jugaba de centrocampista y su último club fue el Montedio Yamagata de Japón.

## Trayectoria

### Clubes
| Club              | País  | Año         |
| ----------------- | ----- | ----------- |
| Urawa Reds        | Japón | 1999 - 2001 |
| Albirex Niigata   | Japón | 2002 - 2006 |
| Montedio Yamagata | Japón | 2004        |
| Montedio Yamagata | Japón | 2006 - 2012 |

## Estadística de carrera

### J. League
| Club              | Año   | J. League | J. League | Copa J. League | Copa J. League | Total | Total |
| Club              | Año   | Part.     | Goles     | Part.          | Goles          | Part. | Goles |
| ----------------- | ----- | --------- | --------- | -------------- | -------------- | ----- | ----- |
| Urawa Reds        | 1999  | 3         | 1         | 0              | 0              | 3     | 1     |
| Urawa Reds        | 2000  | 5         | 1         | 1              | 0              | 6     | 1     |
| Urawa Reds        | 2001  | 0         | 0         | 0              | 0              | 0     | 0     |
| Albirex Niigata   | 2002  | 31        | 6         | -              | -              | 31    | 6     |
| Albirex Niigata   | 2003  | 31        | 5         | -              | -              | 31    | 5     |
| Albirex Niigata   | 2004  | 7         | 0         | 1              | 0              | 8     | 0     |
| Montedio Yamagata | 2004  | 22        | 2         | -              | -              | 22    | 2     |
| Albirex Niigata   | 2005  | 2         | 0         | 1              | 0              | 3     | 0     |
| Albirex Niigata   | 2006  | 4         | 0         | 5              | 0              | 9     | 0     |
| Montedio Yamagata | 2006  | 12        | 2         | -              | -              | 12    | 2     |
| Montedio Yamagata | 2007  | 44        | 4         | -              | -              | 44    | 4     |
| Montedio Yamagata | 2008  | 40        | 3         | -              | -              | 40    | 3     |
| Montedio Yamagata | 2009  | 31        | 2         | 5              | 1              | 36    | 3     |
| Montedio Yamagata | 2010  | 34        | 2         | 5              | 0              | 39    | 2     |
| Montedio Yamagata | 2011  | 25        | 0         | 1              | 0              | 26    | 0     |
| Montedio Yamagata | 2012  | 19        | 0         | -              | -              | 19    | 0     |
| Total             | Total | 310       | 28        | 19             | 1              | 329   | 29    |

## Palmarés

### Títulos nacionales
| Título    | Club            | País  | Año  |
| --------- | --------------- | ----- | ---- |
| J2 League | Albirex Niigata | Japón | 2003 |